# Fortress
Fortress (буквально «крепость») — черновая спецификация языка программирования, разрабатывавшегося компанией Sun Microsystems. Инициатива спонсировалась Агентством по перспективным оборонным научно-исследовательским разработкам США DARPA в рамках программы организации вычислений HPCS на суперкомпьютерах.
Одним из разработчиков спецификации стал Гай Стил (англ. Guy L. Steele, Jr.), ранее работавший над такими языками программирования, как Scheme, Common Lisp и Java.
Язык программирования был призван стать наследником традиций Фортрана. Он включает в себя поддержку Unicode и единый оригинальный синтаксис записи математических выражений. Однако этот язык не совместим с Фортраном, скорее можно говорить о его сходстве с такими языками, как Scala, Standard ML, и Haskell. В языке предусмотрено несколько вариантов стилевого оформления. Исходный код можно будет читать как ASCII-текст или в виде схем алгоритмов, таким образом, работа с математическими и другими абстракциями существенно упростится.
Фортресс разработан как язык программирования с высокой степенью параллелизма, при этом сохранив как можно больше функциональности внутри библиотек. Например, цикл for может выполняться как линейно, так и нелинейно, в зависимости от системного программного и аппаратного обеспечения. При этом «for» остался библиотечной функцией, что позволяет заставить его работать в соответствии с предпочтениями программиста.
Проект был начат в 2005 году, в 2007 году произошло открытие исходного кода. Развитие проекта было прекращено компанией Oracle в начале 2010-х.